# Jake M. Smith
Jake M. Smith, nome d'arte di Jacob Merton Smith, (New York, 14 settembre 1984), è un attore statunitense.

## Biografia
Jake M. Smith è nato e cresciuto nei Queens, New York City, figlio di un'attrice teatrale.
Ha esordito come attore nel 2001 recitando in un episodio della serie televisiva Squadra emergenza.
Da allora ha recitato in diverse altre serie tv come Law & Order - Unità vittime speciali, Law & Order - I due volti della giustizia e Law & Order: Criminal Intent. Al cinema ha lavorato in alcuni film, tra i quali Holes - Buchi nel deserto e Motherhood - Il bello di essere mamma.
Dal 2009 ha abbandonato la carriera di attore.

## Filmografia
- Squadra emergenza (Third Watch), nell'episodio "...E Zeus pianse" (2001)
- Law & Order - Unità vittime speciali (Law & Order: Special Victims Unit), nell'episodio "Ragazzo prodigioso" (2002)
- Holes - Buchi nel deserto (Holes), regia di Andrew Davis (2003)
- Ash Tuesday (2003)
- Disposal (2003) Cortometraggio
- Law & Order - I due volti della giustizia (Law & Order), negli episodi "La vedova nera" (2001) e "Un falso eroe" (2005)
- Law & Order: Criminal Intent (Law & Order: Criminal Intent), nell'episodio "Padre e figli" (2006)
- Spinning Into Butter (2008)
- Tenderness (Tenderness) (2009) (non accreditato)
- Motherhood - Il bello di essere mamma (Motherhood) (2009)